# Hoxton

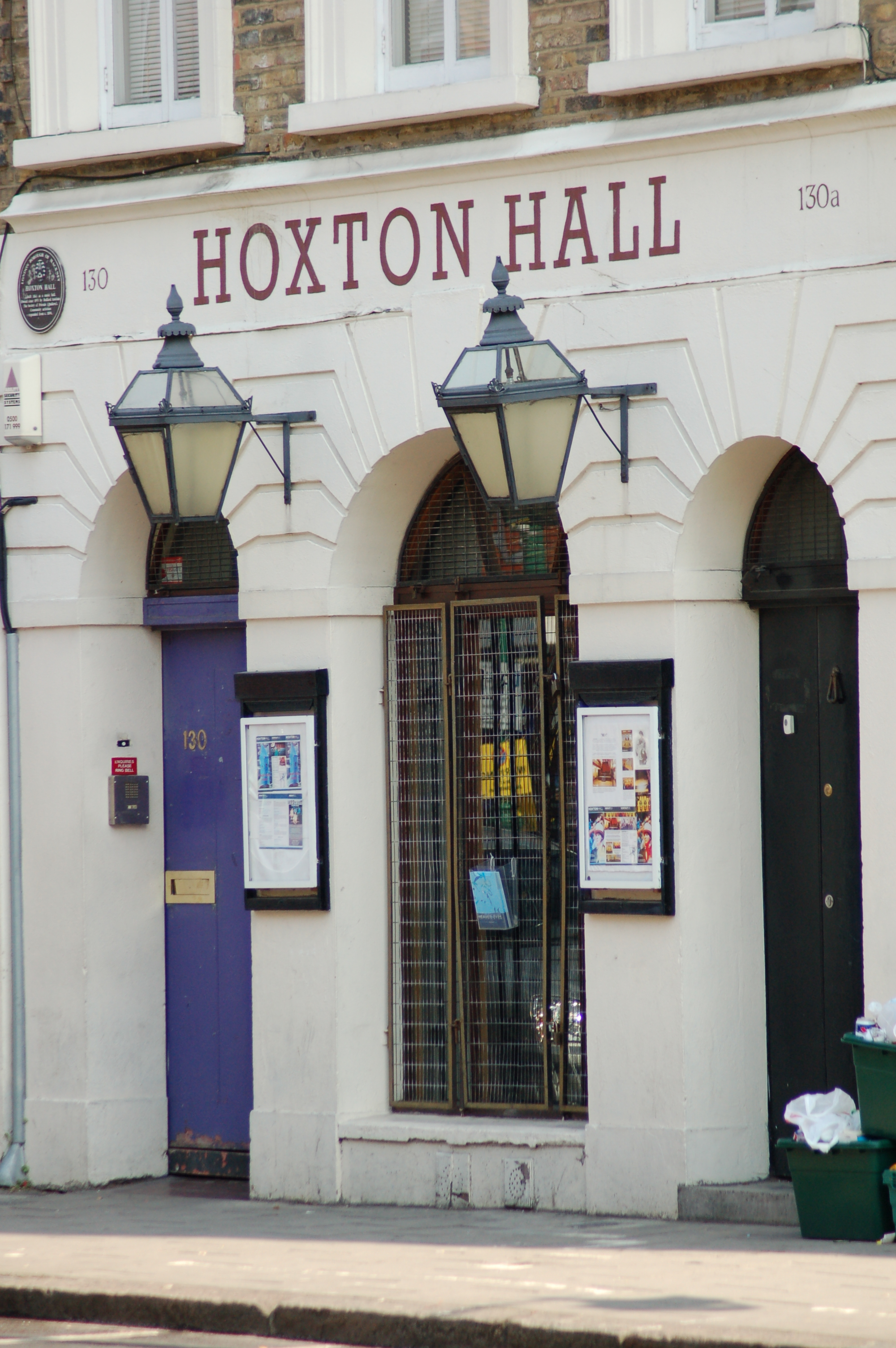
Ingresso della Hoxton Hall, in Hoxton Street

Hoxton è un quartiere di Londra sito nei confini del borgo londinese di Hackney. Esso è parte della città interna sita immediatamente a nord della Città di Londra. L'area di Hoxton è racchiusa dal Regent's Canal sul lato nord, Wharf Road e City Road sul lato ovest, Old Street a sud e Kingsland Road a est.

## Storia
Hoxton Street è stata scelta come location del videoclip della canzone Bitter Sweet Symphony della celebre band "The Verve".

## Monumenti e luoghi d'interesse

### Architetture religiose
- Chiesa di San Giovanni Battista, situata nei pressi dell'incrocio fra Pitfield Street con New North Road. Realizzata in stile neoclassico, risale alla prima metà del XIX secolo.